# Estación de Tooting Bec
Tooting Bec es una estación del metro de Londres situada en el barrio de Tooting, municipio de Wandsworth, en Londres, Reino Unido.
Inaugurada en 1926, tiene servicios de la Northern Line.